# Đấu trường sinh tử: Khúc hát của chim ca và rắn độc
Đấu trường sinh tử: Khúc hát của chim ca và rắn độc (tên tiếng Anh: The Hunger Games: The Ballad of Songbirds and Snakes) là bộ phim khoa học viễn tưởng hành động của Hoa Kỳ năm 2023 được đạo diễn bởi Francis Lawrence với kịch bản được chấp bút bởi Michael Arndt và Michael Lesslie dựa trên bộ tiểu thuyết Khúc hát của chim ca và rắn độc năm 2020 của tác giả Suzanne Collins. Đây là phần phim thứ năm thuộc loạt phim Đấu trường sinh tử, được xem như là phần tiền truyện của Đấu trường sinh tử (2012). Phim sẽ có sự góp mặt của dàn sao bao gồm Tom Blyth, Rachel Zegler, Hunter Schafer, Jason Schwartzman, Burn Gorman, Peter Dinklage và Viola Davis.
Phim được ra mắt tại các rạp chiếu ở Mỹ và Việt Nam vào ngày 17 tháng 11 năm 2023 và được phát hành bởi hãng Lionsgate.

## Diễn viên
- Tom Blyth thủ vai Coriolanus Snow
- Rachel Zegler thủ vai Lucy Gray Baird
- Hunter Schafer thủ vai Tigris Snow
- Jason Schwartzman thủ vai Lucretius "Lucky" Flickerman[1]
- Peter Dinklage thủ vai Casca Highbottom
- Viola Davis thủ vai Tiến sĩ Volumnia Gaul
- Burn Gorman thủ vai Chỉ huy Hoff
- Fionnula Flanagan thủ vai Grandma'am
- Isobel Jesper Jones thủ vai Mayfair Lipp
- Dakota Shapiro thủ vai Billy Taupe
- Vaughan Reilly thủ vai Maude Ivory
- George Somner thủ vai Spruce
- Carl Spencer thủ vai Smiley
- Scott Folan thủ vai Beanpole
- Honor Gillies thủ vai Barb Azure
- Eike Onyambu thủ vai Tam Amber
- Konstantin Taffet thủ vai Clerk Carmine
- Michael Greco và Daniela Grubert lần lượt thủ vai Strabo Plinth và Bà Plinth

## Sản xuất

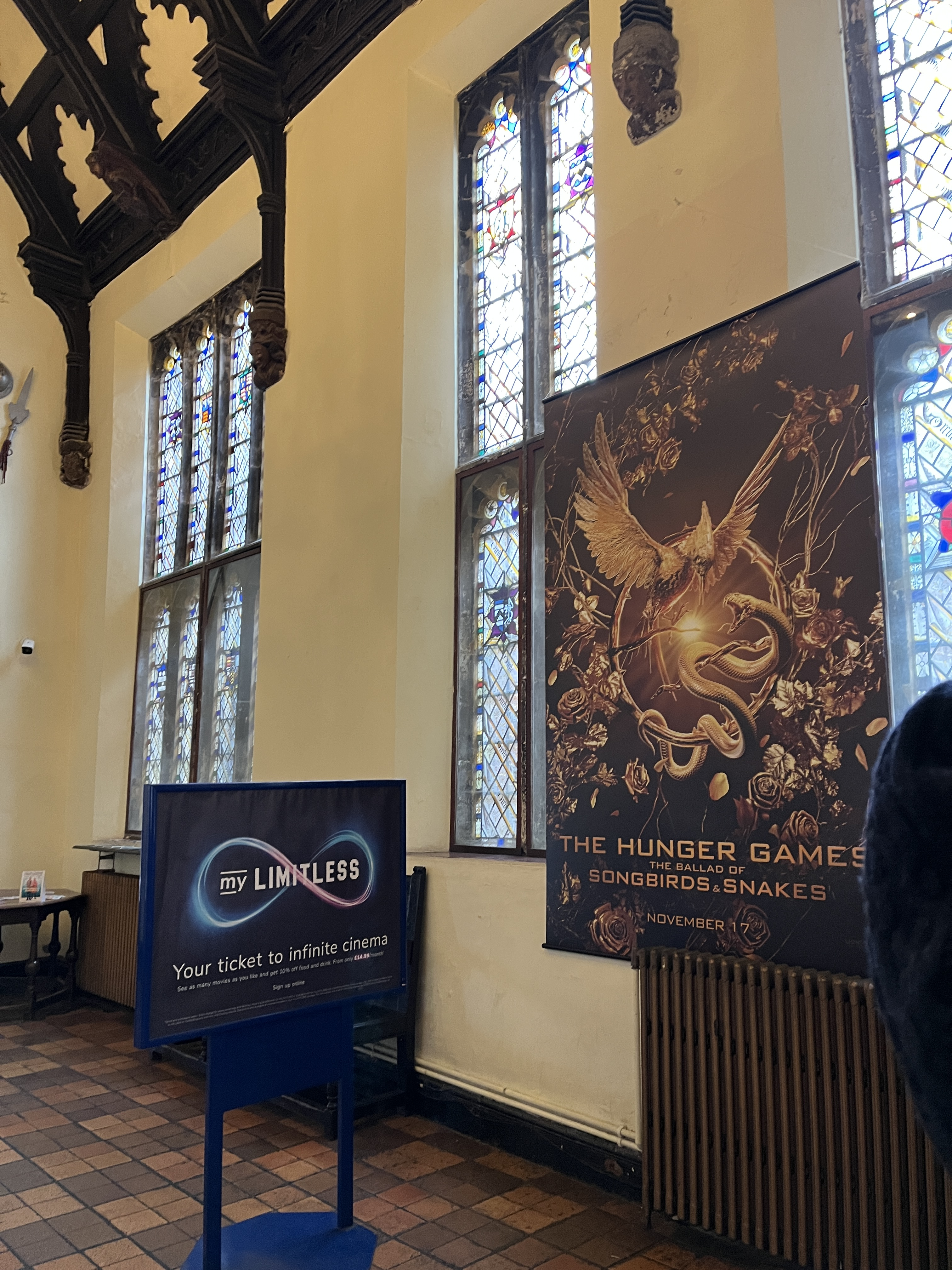
Bộ phim tiền truyện Đấu trường sinh tử: Khúc hát của chim ca và rắn độc đưa bạn quay ngược thời gian, khám phá nguồn gốc của bạo chúa Coriolanus Snow.

### Phát triển
Tháng 8, 2017, CEO Jon Feltheimer của hãng Lions Gate Entertainment đã bày tỏ sự quan tâm về các phần phim ngoại truyện của loạt phim Đấu trường sinh tử, và có ý định thành lập các phòng biên kịch để khám phá về ý tưởng này..
Tháng 6, 2019, Joe Drake, chủ tịch của Motion Picture Group thuộc Lionsgate, đã thông báo về việc công ty đang tiến hành làm việc với tiểu thuyết gia Suzanne Collins liên quan đến việc chuyển thể quyển tiểu thuyết Khúc hát của chim ca và rắn độc thành phim. Vào tháng 4 năm 2020, Collins và Lionsgate đồng thời xác nhận về việc kế hoạch phát triển của bộ phim đang được tiến hành. Sau đó, đạo diễn Francis Lawrence cũng lên tiếng xác nhận về việc ông sẽ tiếp tục ngồi vào chiếc ghế đạo diễn của phim sau ba phần phim trước của loạt phim này. Kịch bản phim sẽ được đồng chấp bút bởi Collins, Michael Arndt và Michael Lesslie với sự tham gia của Nina Jacobson và Brad Simpson trong vai trò nhà sản xuất cùng với Lawrence. Ngoài ra, Collins cũng sẽ cầm trịch vai trò nhà điều hành sản xuất của phim. Tháng 8, 2021, Drake đã chia sẻ rằng bộ phim đang "tiến triển rất rất tốt" trong giai đoạn tiền sản xuất..

### Tuyển vai
Vào tháng 5 năm 2022, Tom Blyth được xác nhận tuyển vào vai Chủ tịch Snow lúc trẻ cùng với Rachel Zelger trong vai người bảo vệ của anh, Lucy Gray Baird. Jason Schwartzman tiếp tục là cái tên được xác nhận tham gia vào dàn diễn viên của phim vào tháng 6 năm 2022, trong khi Peter Dinklage cũng xác nhận tham gia vào tháng tiếp theo đó. Trong suốt khoảng từ tháng 6 đến tháng 7 năm 2022, dàn diễn viên của phim đã dần được tuyển chọn đầy đủ vào vai các nhân vật trong phim. Ngày 15 tháng 8, 2022, đã có thông tin về việc Viola Davis sẽ thủ vai nhân vật Volumnia Gaul, người đứng đầu của trò chơi thường niên Hunger Games lần thứ 10. Vào ngày 16 tháng 9 cùng năm, nhiều cái tên tham gia phim cũng được tiết lộ, bao gồm cả Burn Gorman và Fionnula Flanagan.

### Quay phim
Công đoạn quay phim được bắt đầu tại Wrocław, Ba Lan vào ngày 11 tháng 7, 2022 và kết thúc tại Berlin, Đức vào ngày 6 tháng 11, 2022.

## Quảng bá
Vào ngày 5 tháng 6, 2022, đoạn quảng cáo dài một phút của phim đã đăng tải. Những hình ảnh đầu tiên của phim sau đó cũng được tiết lộ vào ngày 16 tháng 8 cùng năm.

## Phát hành
Phim được dự kiến sẽ ra mắt vào ngày 17 tháng 11, 2023.